# Красний Кавказ (лек крайцер, 1916)
„Красний Кавказ“ (на руски: Красный Кавказ; бивш Адмирал Лазарев) e лек крайцер на ВМФ на СССР, модифициран вариант на лекия крайцер тип „Светлана“.
Взема участие в бойните действия в състава на Черноморския флот през годините на Великата Отечествена война, ставайки първият гвардейски кораб на Черноморския флот.

## История на създаването
Строителството е санкционирано през юни 1912 г. според „Програмата за усилено корабостроене за 1912 – 1916 г.“.
В Техническото бюро на РСО, под ръководството на подполковник М. И. Сасиновски, е разработен ескизен проект, а след това са начертани теоретичният и за общото устройство чертежи на лек крайцер за Черно море. След това те са изпратени на фирмата „Дж. Браун“ (в Клайдбанк) за изготвянето на модел и изпитването му в басейн, което е изпълнено през май 1913 г.
Заложен е в завода „Руссуд“ („Русское судостроительное общество“ в град Николаев на 19 октомври 1913 г. Кодовото име на проекта е „Балашка“. Към юни 1916 г. корабът е доведен до 48% готовност (от предавъчната). На 28 май при опит да се спусне корабът на вода това не се осъществява, крайцерът влиза във водата само с част от кърмовия край. Едва след 1,5 седмици, като дочакват вдигането на водата в реката, с два локомотива, шест крика, плаващ кран и мерки по преместване на ЦТ успяват да избутат бъдещия крайцер във водата. През януари 1918 г. работите по дострояването на крайцера са прекратени при готовност 55%.
Построяването на кораба е прекъснато от немските и украинските власти, които разгонват работниците на завода и започват извозване на оборудването му в Германия. Централният комитет по строителство на леки крайцери в Петроград, останал без заводите, е принуден да изпрати на своите контрагенти писма с такова съдържание:

С настоящето уведомяваме, че вследствие превземането от украино-германците (има се предвид Централната Рада) на град Николаев ние сме лишени от възможност да приемем произведеното от Вас оборудване за леките крайцери тип „Адмирал Нахимов“ и молим да не отказвате да го съхранявате на ваш склад до наше разпореждане.

Съветът за труд и отбрана на СССР през 1924 г. приема решение за възобновяване на строителството на крайцера. Но това решение си остава само на хартия.
На 16 март 1926 г. Реввоенсъвета приема разработения в научно техническия комитет проект за достройка на крайцера, за въоръжението на който е решено да се вземат от предадени за скрап балтийски кораби осем 203-mm оръдия.
На 14 декември 1926 г. строеният като „Адмирал Лазарев“ (крайцер тип „Адмирал Нахимов“, същият като „Светлана“, само че за Черно море) корпус е преименуван на „Красний Кавказ“. Едва в началото на 1927 г. недостроеният корпус е поставен в док, за очистване от ръждата, който той напуска през април. Работите в минимален обем успешно за започнати едва през септември, и едва през май 1929 г., след утвърждаване на проекта за дострояването те се разгърнати в пълен обем. Планът за въоръжение на кораба с новите 180 mm далекобойни оръдия ръководството на ВМС включва в „Програма за строителство на Морските сили на РККА за 1926/27 – 1931 г.“, със срок за начало на държавните приемни изпитания 1 май 1931 г. (за празника).
Строител е Николаевският корабостроителен завод (завод „А. Марти“ – едноименен с Ленинградската корабостроителница). Завод „Болшевик“ произвежда 180-mm оръдия. Ленинградски металически завод – производство и монтаж на куполните установки. Ижорски завод – бронята за куполните установки. Завеждащ достройката (главен строител) – инженер Л. И. Попандопуло.
На 1 юни 1930 г. крайцерът отново влиза, за провеждане на работите, в док. На 9 септември го напуска (това е условната дата за вторичното спускане на вода). Поради очевидността за невъзможното достряване към насрочения срок, той е пренесен – един, после втори път, след това още веднъж.
През 1931 г., за успехи на военни маневри, корабът е награден с Ордена на Трудово Червено Знаме
На 25 януари 1932 г., на корабът е издигнат военноморския флаг, символизиращ неговото влизане в състава на Морските сили на РККА.
Това е последният от строилите се в царска Русия кораби, достроени вече при съветската власт.

## Конструкция

### Характеристики на кораба
Стандартна водоизместимост 7560 т, нормална – 8200 т, пълна – 9030 т.
Размери: максимална дължина 169,5 м; максимална ширина 15,71 м; газене: при нормална водоизместимост по мидъла (в средата) 5,93 м; при пълна водоизместимост – 6,17 м по носа, 6,59 м при кърмата.
Скорост при максимална сумарна мощност – 26 възела. Далечина на плаване: при скорост 26 възела – 700 мили; при скорост 14 възела – 1490 мили.
Височина над водолинията: при горната палуба – 2,6 м, при палубата на бака от форщевена до 20-я шпангоут – 5,65 м; по палубата на бака от 20-я шпангоут до кърмовата преграда зад 72-я шпангоут – 4,75 м; при палубата на юта – 2,5 м; на ходовия мостик – 12 м; на командно-далекомерния пост – 31 м; на клотика – 37 м.

### Главен калибър
Главен калибър на артилерията на крайцера са четири еднооръдейни куполни артилерийски установки МК-1-180 с 180-мм оръдие Б-1-К.　
Установката МК-1-180 е с размерами: диаметър на лагерния погон за въртене на кулата – 5,24 м, от осите на цапфите на оръдията до центъра на бойния ударник – 2,04 м, височина на оста на оръдието над центъра на топчетата – 2,14 м, в лагерния погоне има 96 топчета с диаметър 101,6 мм, дължина на кулата – 6,2 м, ширина на кулата – 5,55 м, от дулния срез на оръдието до оста на въртене на кулата – 9,48 м, дължина на отката на ствола на оръдието – 900 мм.
Положение на осите на въртене на кулите по дължината на крайцера: първата кула е на 24-тия шпангоут; втората кула е на 30-ия шпангоут; третата кула е на 100 мм към кърмата от 106-ия шпангоут; четвъртата кула е на 100 мм по носа от 112-ия шпангоут. Между осите на въртене на кулите: първа от втората 7,2 м; трета от четвърта 7 м. Издигнатост на осите на оръдията над водолинията при нормална водоизместимост на крайцера: първа кула – 7,26 м; втора кула – 9,23 м; трета кула – 8,53 м; четвърта кула 6,27 – м. Пълната височина на втората куполна установка (най-високата от четирите установки) с оглед неподвижните конструкции на корпуса – 15,73 м.
Ъгли на вертикално насочване на оръдията: -5° – +60°, хоризонталното насочване на първата и втората (носовите) кули е от 0° до 150° по борда (сектор от 300°), на третата и четвъртата (кърмовите) кули е от 30° до 180° по борда (сектор от 300°). Електрозадвижването за въртенето на кулите, вертикалното насочване и на механизмите за зареждане е от осем електродвигателя със сумарна мощност от 49 к.с. Скоростта на вертикалното и хоризонталното насочване, с електрозадвижването, е 8° в секунда, скоростта на насочване ръчно (1 човек) е 1,2° в минута по хоризонтала и 1,25° в минута по вертикалата.
Кулите имат броня от люлеещ се щит, челни и странични стени и покрив на кулите, е изключение на района на задната вертикална стена, с дебелина 20 мм, а на задната вертикална стена – 25 мм. Покривът на кулата, в района на задната вертикална стена е 38 мм, горния вертикален пръстен на барбета, над горната палуба е 38 мм.
Установката МК-1-180 е с тегло на откатната част от 20 т, на люлеещата се част – 26,5 т, бронята по въртящата се част на установката (куполната броня) е 40 т, кулата с бронята и оръдието тежи 125 т, фундаментът – 34,5 т, барбетът – 28 т. Теглото на цялата установка е 195 т.
Боеприпасите са разделни: снаряд и два полузаряда барут – един в гилза, другия – в копринен картуз. Снарядите са образец 1928 г. с тегло 97,5 кг. Бронебойният снаряд е с дължина 863 мм, тегло на взривното вещество – 2 кг; полубронебойният – 965 мм и 7 кг; фугасният – 967 мм и 7,3 кг.
Погребите са под всяка кула: в трюма за снарядите и на платформа под кулата за полузарядите. Вместимостта на снарядния погреб за първата кула е 216 снаряда; на втората кула – 224; третата – 187; четвъртата кула – 185. Всчико на крайцера има 812 180-мм снаряда, от тях, при нормално натоварване, 720 снаряда (останалите 92 са при претоварване). В разчета за нормалното натоварване има по 20 шрапнелни снаряда, разположени във въртящата се част на кулата (общо 80). Общият боекомплект на крайцера е: при нормална водоизместимост – 800 изстрела; при пълна водоизместимост – 892 изстрела.
Теоретично оръдията на главния калибър са разчетени за стрелба на до 222 кабелта.
В кулите няма собствени далекомери и автоматични прибори за подсигуряване на стрелбата.
Едва много по-късно, в процеса на експлоатация, ПУС ще бъде заменена с „Молния“. Няма и система са продухване на стволовете след изстрел.

### Минно
Торпедните апарати са образец 1913 г. система Гончаров, насочването им е електромеханично (резервното е ръчно). Система за управление на торпедната стрелба (ПТУС) – ГАК-2 (1926 г.) Всичко 24 торпеда.
При водоизместимост 7930 тона кратковременно развива на изпитанията форсирана мощност – 64 000 к.с. и достига скорост 30,7 възела.

### Брониране
Главният брониран пояс е от 75-мм круповска цементирана стомана: поясът е от 0 до 133 шпангоут, шпацията (разстоянието между шпангоутите) е 1200 мм. Бронеплочите са дължина 6 метра, горния ръб на пояса е на нивото на долната палуба, долният ръб – на нивото на платформите (междупалубните пътеки) на бордовия коридор. Поясът с височина 2,1 м над водата при нормална водоизместимост излиза на 0,85 м.
Горният броневи пояс на бордовете е от круповска цементирана стомана с дебелина 25-мм, както и долния, от 0-я до 133-я шпангоут. Горната линия на пояса е на нивото на горната палуба, долната – на нивото на важната палуба. Височината на бордовия пояс е 2,305 м.
Долната палуба, от 0-я до 133-я шпангоут и от борд до борд е, от 20-мм броня, горната палуба, от 45-я до 86-я шпангоут и от борд до борд, с изключение на три пояса при диаметралната плоскост (1/4 от дължината на кораба в средата) е от 25-мм броня с повишена здравина. При диаметралната плоскост 20-мм бронева палуба е от обикновена стомана (от 45-я до 86-я шпангоута, ширина на бронираането – три пояса при диаметралната плоскост).
Траверсата на 133-я шпангоут, от долната до горната палуби и затваряща горния бордови пояс е от 25-мм круповска нецементирана стомана. 75-мм круповска цементирана стомана, от платформата до долната палуба, затваря главния бордов пояс. Броневите решетки в димоходите и вентилационните шахти на нивото на горната палуба са от 20-мм обикновена стомана, кожусите на димовите тръби са от 20-мм круповска нецементирана стомана от долната до горната палуба, елеваторите са от 20-мм круповска нецементирана стомана над горната палуба.
Стените на едноетажната бойна рубка са от 125-мм круповска цементирана стомана, покривът – от 75-мм круповска нецементирана стомана, платформата на рубката – 50-мм круповска нецементирана стомана, основата на рубката, от горната палуба до платформата на рубката – от 25-мм круповска нецементирана стомана, тръбата за комуникации, от горната палуба до платформата на рубката – от 75-мм кована, термично обработена стомана. Кулите и техните барбети – 25-мм.

### ГEУ
10 котли „Яроу“ (барабанен котел шатров тип с извити тръбички) В първоначалния проект котлите имат смесено нефтовъглищно подгряване. Сега са изпълнени само с нефтено. 4 турбини „Парсънс“ (турбината е на реактивен принцип, изискват поставянето на съда на специални икономични турбини за крайцерската скорост).
Запас гориво – 930 тона, пълен – 1000 тона, максимално възможен – 1050 тона.

## История на службата
На 5 май 1932 г. дивизията крайцери на Черно море е реорганизирана в бригада крайцери, оглавявана от „Красний Кавказ“.
В нощта на 9 по 10 май 1932 г. във Феодосийския залив, по време на провеждане на маневри поради неграмотно управление на кораба и нееднократно излизане от строй на рулевия механизъм, става сблъсък между „Красний Кавказ“ и крайцера „Профинтерн“. Командирът на „Красний Кавказ“ след това е отстранен. Нов командир става Николай Филипович Заяц (а за кратко старши помощник е Николай Герасимович Кузнецов). Крайцерът се връща едва що напуснал корабостроителницата обратно.
През 1933 г. извършва единственият си чуждестранен поход (визита на вежливост) като командир на бригадата е Юрий Федорович Рал. Отплава в поход на 17 октомври съвместно с есминците „Петровский“ (бъдещ „Железняков“) и „Шаумян“ от Севастопол. На следващия ден влиза в Истамбул (Турция), след това посещава Пирея (Гърция) и Неапол (Италия). На 7 ноември, след изминати 2650 мили, се връща в базата.
В периода 1939 − 1940 г. по време на провеждането на основен ремонт катапултът е демонтиран.
На 20 декември 1940 г., в пояснителната записка към оперативно-тактическото задание, началникът на оперативното управление контраадмирал Владимир Антонович Алафузов ще укаже че: „Понастоящем „Красний Кавказ“, вследствие на неудовлетворителното състояние на артилерията, не е боеспособен … и не може да се използва като учебен кораб.“

### В годините на войната
На 22 юни се намира в Севастопол, от 23 участва в поставянето на минни заграждения – поставя 110, а на 24 юни – 90 мини. На 5 юли отплава за Новоросийск. На 6 септември отплава от Новоросийск за Севастопол, където пристига на следващия ден. В нощта на 11 септември поема към Одеса. На 12 септември обстрелва немските войски – изстреляни са 27 снаряда на ГК, на следващия ден – 58 снаряда, нощта на 13 септември се връща в Севастопол.
На разсъмване на 11 септември крайцерът „Красний Кавказ“ приближава крайбрежието на Одеса в района между Аркадия и Болшой Фонтан със задачата да поддържа войските на Южния отбранителен сектор.
Появата на крйацера при бреговете на Одеса сериозно обезпокоява противника. Неговата авиация на два пъти атакува кораба. Плътният огън на зенитната артилерия кара самолетите на противника да се върнат обратно.
Веднага след като са установени координатите на местността, където са съсредоточени вражеските войски, заговорят оръдията на главния калибър на „Красний Кавказ“. Залпове размятат пехота на противника.
В нощта на 22 септември в състава на отряда кораби под командването на контраадмирал С. Г. Горшков (КР „Красний Крым“, ЕМ „Бойкий“, „Безупречний“), взема участие в десанта на морската пехота (3-ти Черноморски полк) в района на Григориевка. „Красний Кавказ“ доставя 696 десантника, изстрелвайки осем снаряда. Връща се в Севастопол. На 4 октомври пристига в Одеса и евакуира от там в Севастопол около 1000 души. На 16 октомври повтаря този поход, изстрелвайки при това по немските позиции 27 снаряда и евакуира 1180 души.　На 23 ноември прави преход до Туапсе.
В периода от 26 октомври до 9 декември 1941 г. „Красний Кавказ“ пет пъти прави походи в Севастопол, превозвайки и евакуирайки 5277 души, 58 автомобила, 70 оръдия, около 17 вагона боеприпаси и 10 вагона продоволствия. Изстрелва по немските позиции 135 снаряда на ГК.
На 21 декември, в състава на отряда кораби под командването на вицеадмирал Ф. С. Октябърски („Красний Крим“, лидера „Харков“, ЕМ „Незаможник“, „Бодрий“), доставя в Севастопол 1500 души (части на 79-та отделна морска стрелкова бригада), 8 миномета, 15 автомобила. Приема на борда около 500 ранени и отплава за Балаклава, откъдето произвежда артобстрел на немските позиции изстрелвайки 39 снаряда, след което се връща в Туапсе.

#### Феодосийският десант
На 29 декември 1941, участва във Феодосийския десант, в 3 часа 48 минути открива огън по града и порта на Феодосия. Артилерийския налет продължава 13 минути, за които „Красний Кавказ“ успява да изстреля 26 снаряда на ГК. В 5 часа започва да маневрира за швартовка към причал № 3 на Широкия мол (за стоварване на десанта), маньовъра е успешен едва от третия опит в 7 часа и 15 минути. В течение на тези 2 часа кораба се намира в залива под обстрела на немската полева артилерия:
- 5.08 крайцера е ударен от две минометни мини;
- 5.15 първи снаряд;
- 5.21 – 150 mm снаряд пробива челната броня на 2-рата кула на ГК и се взривява вътре. Независимо от гибелта на разчета и пожара след 1,5 часа кулата отново е в строй;
- 5.35 почти едновременно на мостика се взривяват две мини и снаряд. По-голямата част от хората там загиват, много са ранени;
- 5.45 снаряд се взривява в корпуса по десния борд в района на 83-я шпангоут;
- 7.07 – попадение в левия борд при 50-я шпангоут;
- 7.17 – снаряд пада наблизо, но не пробива бронята;
- 7.30 – попадение в района на 60-я шпангоут;
- 7.31 – попадение в рубката, бронята не е пробита;
- 7.35 – попадение в района на 42-я шпангоут;
- 7.39 – в течение на една минута в баковата надстройка в района на 43 − 46-я шпангоут попадат три снаряда подред. Загиват 27 души и 66 са ранени;
- 8.08 – завършвайки стоварването на десанта – 1586 души (техника не е стоварена), отрязвайки швартовите започва маневра за излизане на рейда, която отнема 7 минути. В 9.25 е подложен на атака от немската авиация, която продължава с прекъсвания до 18 часа. При това над крайцера са проведени 14 атаки, но без да има преки попадения в кораба;
- От 8:15 сутринта на 30 декември крайцерът се намира на рейда на Феодосия, продължавайки да води огън по заявки на десанта. Едновременно с него на десантните средства са разтоварени оставащите на борда 3 оръдия на десанта, 16 автомобила, всичките боеприпаси. В този ден той е безуспешно атакуван от 2 немски торпедоносеца.
- 1.30 1 януари 1942 г. ляга на курс за Новоросийск. От екипажа загиват 23 моряка, 66 са ранени. Всичко крайцерът получава 12 попадения от снаряди и 5 попадения от мини, на него избухват 8 пожара, получава 7 пробойни в корпусе, има повреди по вътрешните механизми[9].

През цялото това време крайцерът води непрекъснат артилерийски огън, прикривайки десанта и поддържайки неговите действия. Артилеристите на крайцера изразходват 70 снаряда на главния калибър, над 600 100-милиметрови и около 1000 37-милиметрови снаряда.

#### Втори поход към Феодосия
На 3 януари 1942 г. крайцерът получава заповед да достави във Феодосия 224-ти отделен зенитен дивизион за ПВО (12 зенитни оръдия, 3 зенитни картечници, 2 полеви кухни, 10 товарни и 1 леки автомобила, 2 влекача, 1700 съндъка с боеприпаси, 1200 души личен състав), а също и щаба на 44-та армия начело с началник-щаба С. Е. Рождественски. Поради лошо организираното товарене в Новоросийск корабът отплава с голямо закъснение и не съумява да се разтовари във Феодосия впрез нощта; освен това, той е изпратен на похода сам, без всякакво прикритие. Сутринта на 4 януари 1942 г. крайцера влиза във Феодосийския порт и в 7.00 започва разтоварването. По време на разтоварването, в 9:23, е подложен на атака от пикиращи бомбардировачи Ju-87, носещи 500 kg бомби (от състава на StG77). В резултат на атаката крайцера получава тежки повреди:

Независимо от интензивния зенитен огън, четири бомби се взривяват до борда на крайцера. В кърмовата част на кораба се образуват три грамадни пробойни. Още преди да успее крайцера да излезе на рейда, той отново е атакуван от голяма група „юнкерси“ и отново влиза в неравна схватка с врага. Този път бомба се взривява съвсем близо. Кърмата на крайцера е изхвърлена от водата, откъснат е десния винт и кронщейна на левия гребен вал, огънато е и се заклинва рулевото устройство. Газенето на кораба се увеличава с 5 метра, и палубата до четвъртата кула се скрива във вълните.

При опитат да дадат пълен ход откриват, че един вал се върти с недопустимо биене, а друг не работи. В резултат на атаките крайцера получава три пробойни под водолинията. В екипажа 2 човека са ранени, 13 получават контузии и отравяния от изгорелите газове. При обратния рейс към Новоросийск немската авиация прави опити да довърши кораба, но с усилията на зенитчиците на крайцера и пристигналия на помощ есминец „Способний“ атаките са отблъснати без нови повреди. На ход със силите на екипажа започва ремонт на най-опасните повреди, нахлуването на вода е спряно, кренът е изравнен и са осушени част от наводнените помещения. Крайцерът, без да се отбива в Новоросийск, е изпратен за Туапсе, където пристига сутринта на 5 януари. На 28 – 30 януари крайцерът на буксир е преведен в Поти, където на 26 март влиза за основен ремонт (до 17 август 1942 г.).
На 3 април 1942 г. със заповед на наркома на ВМФ на СССР Н. Г. Кузнецов на крайцера е присвоено званието гвардейски кораб.

#### Последваща служба
- На 17 август излиза на ходови изпитания след ремонта.
- На 16 септември 1942 г. при прехода от Поти в Туапсе на борда, освен екипажа от 878 души, има и 4340 военнослужещи (408-ма стрелкова дивизия). Скоро след това още веднъж превозва по спешност войски в хода на битката за Кавказ (доставени са 4 700 войника и офицера с личното им оръжение).
- На 22 октомври при швартовъчни маневри в Туапсе е подложен на безрезултатна атака от торпеден катер.
- На 4 – 9 февруари 1943 г. подсигурява десанта при село Южная Озерейка, а след това и при село Станичка. С големи загуби десантът успява да превземе плацдарм около 7 km по фронта и 3 km в дълбочина, излизайки към окрайнините на Новоросийск.
- На 4 юли изпълнява последния си боен поход към Таманския полуостров[12].

Всичко за периода от 1941 – 1943 г. крайцерът има 64 бойни похода, обстрелва 13 батареи на противника, вероятно унищожава 2 танка и 3 самолета, подлага на бомбардировка над 5 батальона вражеска пехота. Превозва над 25 000 души. Отразява около 200 въздушни атаки.
От есента на 1944 до май 1945 г. се намира в планов ремонт.
На 24 юни 1945 г., в 11.20, от знаменосец на батальона на Черноморския флот (от състава на обединения полк на Северния, Балтийския и Черноморските флотове, Дунавската и Днепровската флотилии), флагът на крайцера „Красний Кавказ“ е пронесен пред мавзолея на Ленин на парада на Победата в Москва.

### Следвоенна служба
На 12 май 1947 г. остарелият лек крайцер е преведен в категорията „учебен кораб“.

От юни 1951 г. учебният кораб „Красний Кавказ“ служи в качеството на условна мишена, при изпитанията, по програмата за телеориентиране в радиолъч, на самолетите „К“ – пилотираните аналози на крилатия снаряд „КС-1“. Корабът плава зигзагообразно на разстояние около 100 km от Феодосия.
От пролетта на 1952 г. е кораб-мишена.
 На 21 ноември 1952 г., при завършване на изпитанията на ракетния комплекс „Комета“ („КС-1“ на „Ту-4К“), изпитваната крилата ракета е снабдена с бойна част. Крайцерът „Красний Кавказ“ е изведен в морето, на ход от 18 възела (33,3 km/h), екипажът е свален от него. В результат на попадението на ракетата, движещият се кораб се пречупва на две части, които потъват за по-малко от 3 минути. Предполагаемото място на гибел на кораба е 15 мили южно от нос Чауда, в района на Феодосийския залив.

През 1955 г. гвардейският учебен кораб „Красний Кавказ“ е изключен от списъците на корабния състав на ВМФ на СССР.
Името „Красный Кавказ“ е предадено на голям противолодъчен кораб (БПК).
Котвата на крайцера „Красний Кавказ“, с фрагмент от котвената верига, откъсната след оттеглянето от десанта по време на Керченско-Феодосийската операция, след Великата Отечествена война е изваден от дъното на морето и е поставен на 9 май 1975 г. във Феодосия на посдамент на улица Горкий в качеството на паметник.

## Командири на кораба
- 1932 – Карл Хенрихович Мейер
- хх.06.1932 – хх.08.1937 – Николай Филипович Заяц
- хх.08.1939 – хх.10.1939 – Юрий Константинович Зиновиев
- хх.хх.1941 – хх.хх.1942 – Алексей Матвеевич Гущин (капитан 1-ви ранг)
- хх.хх.1942 – хх.10.1945 – Василий Николаевич Ерошенко (капитан 2-ри ранг, бивш командир на лидера „Ташкент“).
- 10.1945 – 06.1946 Василий Мартинович Древницкий отстранен за лошо представяне[15]
- 06.1946 – хх.хх.1947 Василий Николаевич Ерошенко
- хх.хх.1947 – хх.хх.1949 – Пьотр Василиевич Уваров